# Megapodagrion megalopus
Megapodagrion megalopus – gatunek ważki z rodziny Megapodagrionidae; jedyny przedstawiciel rodzaju Megapodagrion. Występuje na terenie Amazonii w Ameryce Południowej; stwierdzony w Kolumbii, Ekwadorze, Brazylii, Peru, Gujanie i Wenezueli.